# Pterostylis cobarensis
Pterostylis cobarensis är en orkidéart som beskrevs av Mark Alwin Clements. Pterostylis cobarensis ingår i släktet Pterostylis och familjen orkidéer. Inga underarter finns listade i Catalogue of Life.